# Ritchey (cráter)

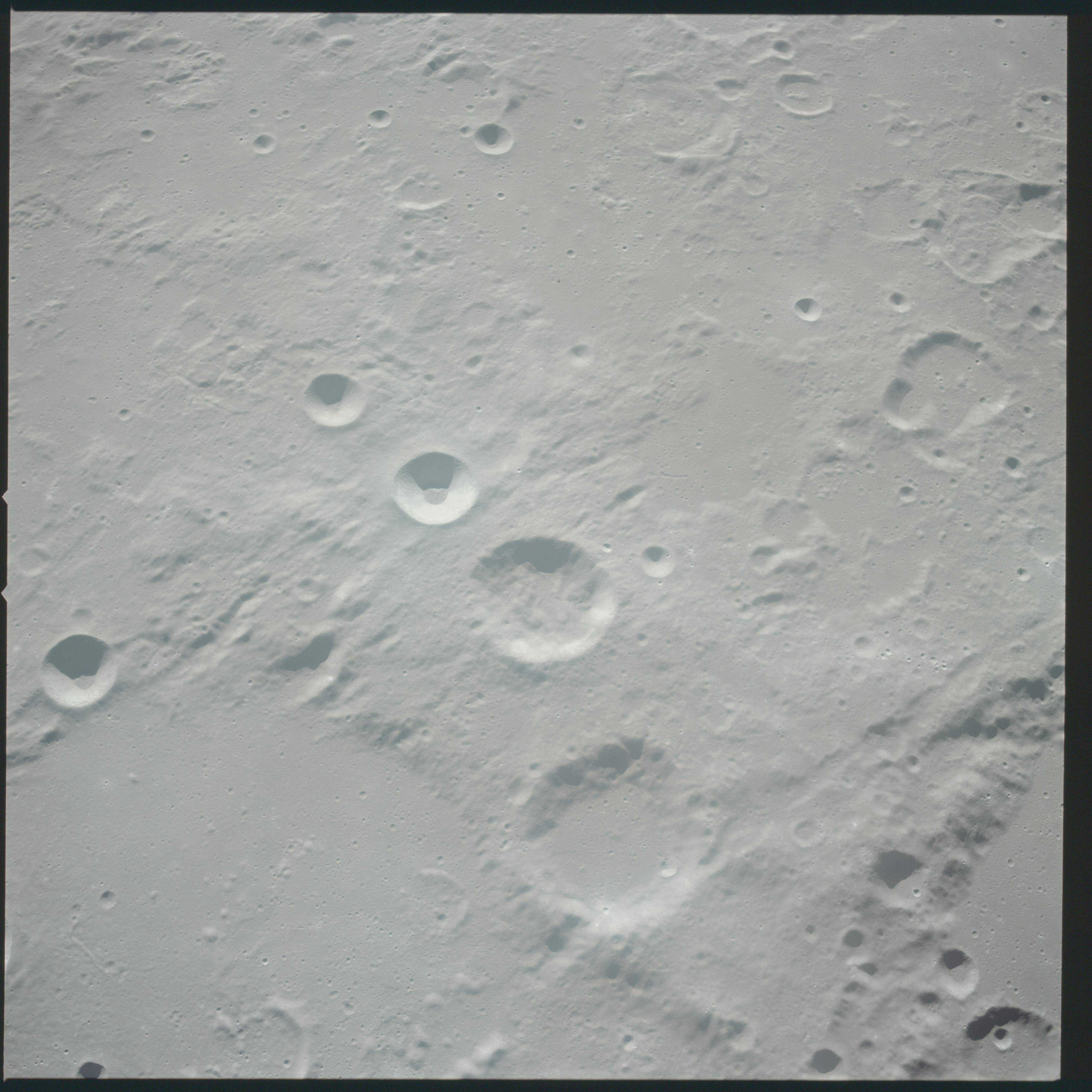
Misión Apolo XII. Un sector de la gran cuenca de Hipparchus abajo a la izquierda; Halley a la derecha, tangente al borde de Hipparchus; Hind arriba y a la izquierda de Halley; y Ritchey, con su característica forma de "8", más lejos, arriba y a la derecha de Halley.

Ritchey es un pequeño cráter de impacto situado al este de Albategnius, en las tierras altas del centro de la Luna.
|  |

Su borde un poco anguloso se ve interrumpido en la pared noroeste por un par de pequeños cráteres adyacentes. El suelo de Ritchey es bastante plano, con un par de pequeños montículos centrales.

## Cráteres satélite
Por convención estos elementos son identificados en los mapas lunares poniendo la letra en el lado del punto medio del cráter que está más cercano a Ritchey.
|         | \| Ritchey \| Coordenadas \| Diámetro \| \| ------- \| ----------------------------- \| -------- \| \| A \| 11°18′S 7°42′E / -11.3, 7.7 \| 6 km \| \| B \| 11°54′S 8°54′E / -11.9, 8.9 \| 7 km \| \| C \| 10°54′S 9°12′E / -10.9, 9.2 \| 6 km \| \| D \| 10°12′S 9°12′E / -10.2, 9.2 \| 6 km \| \| E \| 10°42′S 8°24′E / -10.7, 8.4 \| 14 km \| \| F \| 10°30′S 7°36′E / -10.5, 7.6 \| 4 km \| \| J \| 12°18′S 9°54′E / -12.3, 9.9 \| 17 km \| \| M \| 12°24′S 9°30′E / -12.4, 9.5 \| 8 km \| \| N \| 11°06′S 10°00′E / -11.1, 10.0 \| 17 km \| |          |
| Ritchey | Coordenadas | Diámetro |
| A       | 11°18′S 7°42′E / -11.3, 7.7 | 6 km     |
| B       | 11°54′S 8°54′E / -11.9, 8.9 | 7 km     |
| C       | 10°54′S 9°12′E / -10.9, 9.2 | 6 km     |
| D       | 10°12′S 9°12′E / -10.2, 9.2 | 6 km     |
| E       | 10°42′S 8°24′E / -10.7, 8.4 | 14 km    |
| F       | 10°30′S 7°36′E / -10.5, 7.6 | 4 km     |
| J       | 12°18′S 9°54′E / -12.3, 9.9 | 17 km    |
| M       | 12°24′S 9°30′E / -12.4, 9.5 | 8 km     |
| N       | 11°06′S 10°00′E / -11.1, 10.0 | 17 km    |